# St. Thomashus
St. Thomas Huset eller St. Thomashusene
Det ægte S:t Thomas Hus, der har en karakteristisk høj tagrejsning og to bislag menes at være opført af slaver fra de danske kolonier på S:t Thomas omkring 1745, da Castenschiold bliver godsejer på Knabstrupgård. 
Der er endnu et ”uægte” St. Thomashus nærmest Knabstrupgård, formentlig opført i forbindelse med udskiftningen ca. 1800.
St. Thomashusene bliver tjenestebolig for de nærmest betroede ansatte på godset, men kommer gennem tiden også til at huse flere husfæstere; tømrere, vævere og gartnere, der alle har en tæt tilknytning til Knabstrupgård. 
Blandt de prominente beboere i St. Thomashuset finder vi 1801 godsforvalter Jacob Hetting(43), der boede her med sin familie. Ladefogden, gartneren, skytterne og skovfogderne troppede hver morgen op kl. 5 i gården for at modtage hans og godsejer Christian Ditlev Lunns befalinger. 
Det berettes om godsforvalter Hetting, at han var en lille, godmodig mand, der gjorde et ret lystigt indtryk, så drengene på gården ofte drillede ham – men han havde et iltert temperament, og når løjerne blev for grove, fik de én med hans kørepisk. 